# Manuscrits de la mar Morta

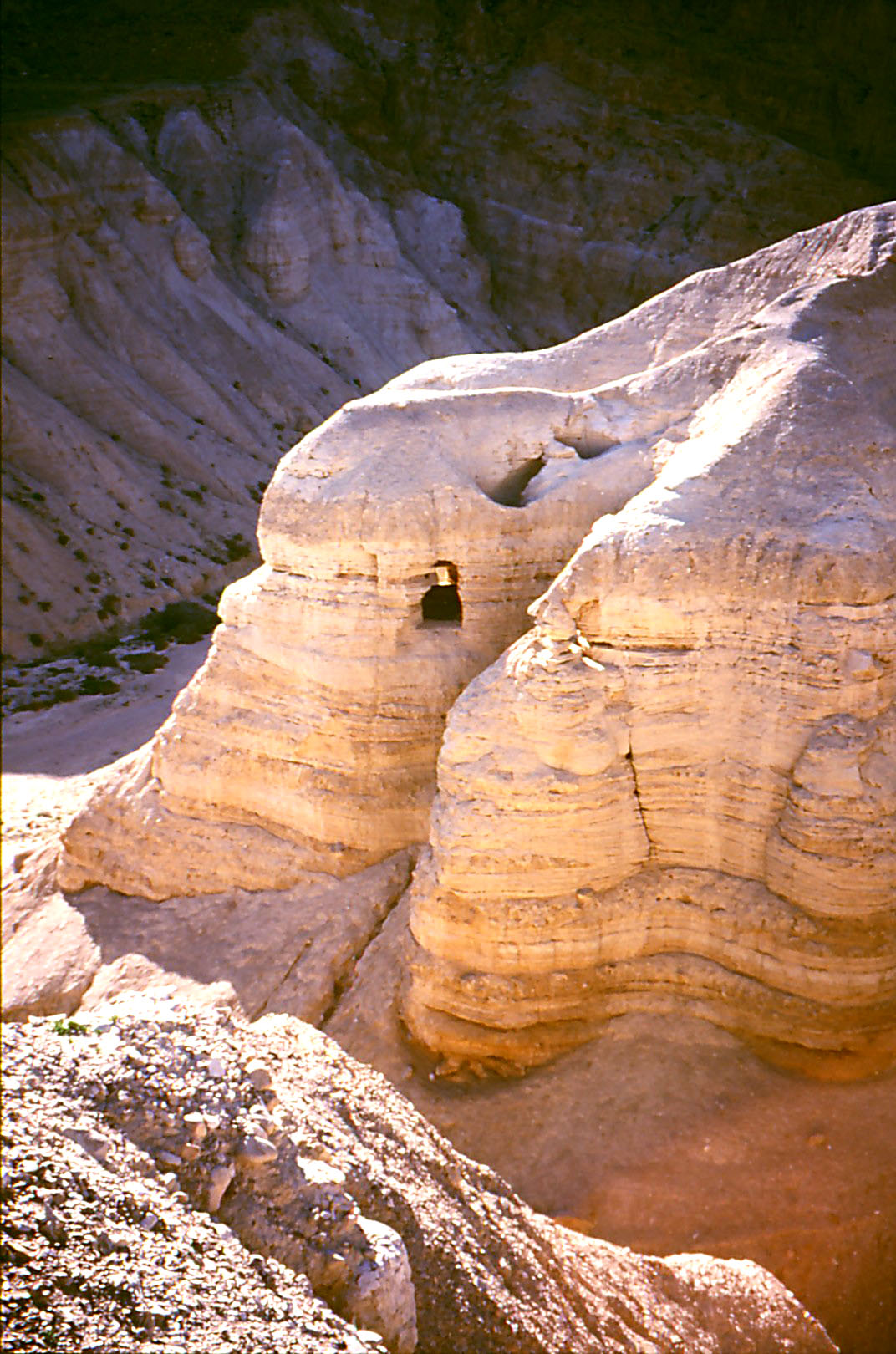
Coves de Qumran

Els Manuscrits de la mar Morta o Rotlles de Qumran és una col·lecció de milers de fragments de més de 900 manuscrits que van ser descoberts entre el 1947 i el 1956 a Cisjordània. Els textos, d'origen jueu, van ser escrits en hebreu, arameu i grec, probablement per autors o copistes de la branca hebraica dels essenis. Van ser trobats a onze coves a prop de la mar Morta. Els primers set rotlles foren descoberts per un beduí a prop de Qumran, al territori pertanyent a l'antic Regne de Judà.
La majoria dels manuscrits es poden datar entre l'any 200 aC i el 66 dC. Formen part dels textos més antics que hi ha en hebreu de l'Antic Testament bíblic. Probablement, van ser amagats pels essenis arran de les revoltes jueves contra els romans per aquelles dates.

## Visió general
Els manuscrits estan redactats gairebé íntegrament en hebreu i arameu, només amb alguns exemplars en grec. Els primers set manuscrits van ser descoberts accidentalment per pastors beduïns a finals de 1946, en una cova a la rodalia de les ruïnes de Qumran, a la riba nord-oest nord-occidental del mar Mort. Posteriorment, fins a l'any 1956, es van trobar manuscrits a un total d'onze coves de la mateixa regió.
Alguns d'aquests manuscrits constitueixen el testimoni més antic del text bíblic trobat fins avui. A Qumran s'han descobert aproximadament dues-centes còpies, la majoria molt fragmentades, de tots els llibres de la Bíblia hebrea, a excepció del Llibre d'Ester (encara que tampoc s'han trobat fragments de Nehemies, que a la Bíblia hebrea forma part del Llibre d'Esdres). Del Llibre d'Isaïes se n'ha trobat un exemplar complet.
Una altra part dels manuscrits són llibres no inclosos en el cànon del Tanakh, comentaris, calendaris, oracions i normes d'una comunitat religiosa jueva que la majoria d'experts identifica amb els essenis. La majoria dels manuscrits són avui al Museu d'Israel i al Museu Rockefeller (tots dos a Jerusalem), així com al Museu Arqueològic de Jordània (a Amman). Altres, una poca quantitat, es troben a la Biblioteca Nacional de França (a París), o en mans privades, com la Col·lecció Schøyen (a Noruega).
El 2020 el Museu de la Bíblia de Washington D.C. va anunciar que els 16 fragments que es troben en aquest museu són falsificacions realitzades al segle xx. Les noves troballes no posen en dubte els milers de fragments reals, la majoria dels quals jeuen al Santuari del Llibre, part del Museu d'Israel.

## Biblioteca
Classificació dels manuscrits:
- Bíblics, 223 texts, 

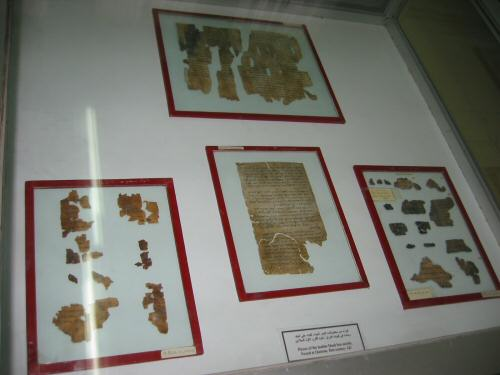
Fragments exposats al Museu Arqueològic d'Amman

  - Tot l'Antic Testament excepte Ester
  - Diferents texts intertestamentaris com:
    - el Llibre d'Henoc,
    - el Testament dels dotze patriarques i
    - el Llibre dels jubileus, que exposa un calendari solar diferent dels que feien servir els fariseus i saduceus al temple
- No sectaris, 192 texts
  - El rotlle del temple
  - Litúrgia angèlica
  - El rotlle de coure amb temes comptables i relatius a la localització de tresors
- Sectaris, 249 texts
  - Reglament de la comunitat
  - El Document de Damasc, que havia estat trobat l'any 1896 al dipòsit d'una sinagoga, en una versió manuscrita pels karaites del segle ix
  - El Rotlle de la guerra
  - Estudis sobre cada llibre de l'Escriptura, des d'un punt de vista esseni
- No identificats, 96 texts encara no identificats[8]

## Estudi
L'estudi dels manuscrits bíblics de Qumran ha demostrat que, a l'època anterior a l'aparició del cristianisme, la tradició textual bíblica era molt més plural i variada que no que s'esperava. Per exemple, el manuscrit 4QJutges ha estat qualificat com un dels més importants. És un text antic més breu que el transmès pel llibre bíblic. Això prova que el llibre va tenir un llarg procés editorial, i va admetre al llarg del temps interpolacions diverses.
Uns altres manuscrits publicats recentment demostren que alguns llibres bíblics, com el Llibre de Jeremies, van tindre una segona edició, generalment corregida i augmentada.

### Identificació d'O'Callaghan

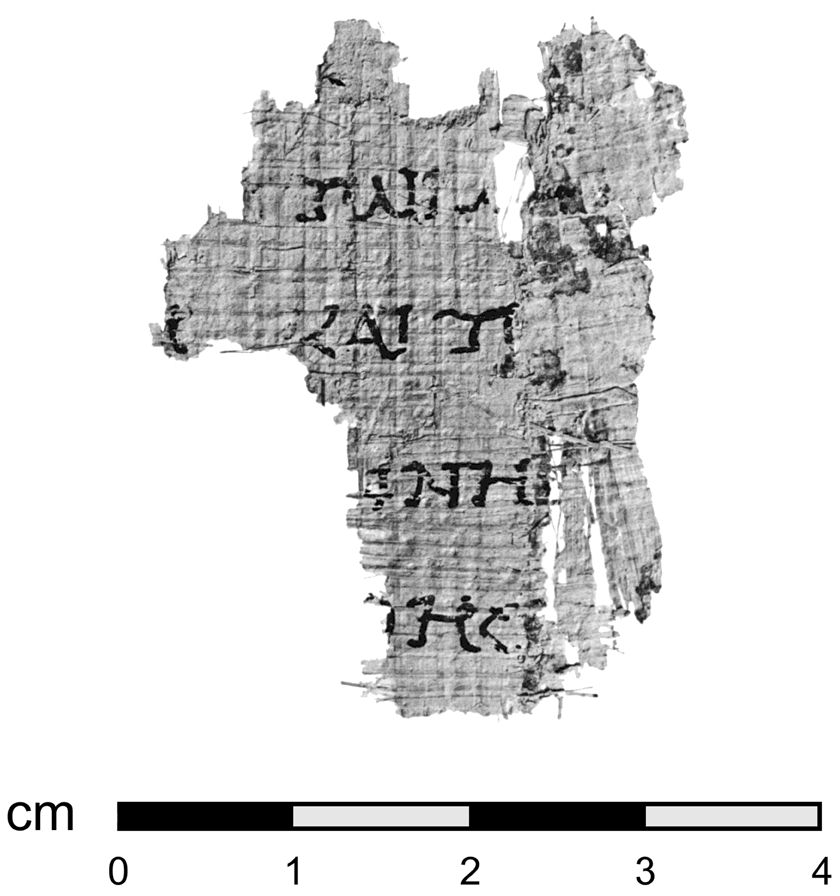
Fragment 7Q5

El papiròleg català Josep O'Callaghan Martínez publicà el 1972 els resultats de les seves pròpies investigacions sobre els papirs de la VII Cova. Carsten Peter Thiede recuperà i amplià els seus plantejaments a la dècada del 1980. La comunitat científica, des del començament, ha posat en dubte la cientificitat de les seves afirmacions. A les conclusions dels experiments, el papiròleg O'Callaghan determinà les identificacions següents: 
- 7Q4: 1 Timoteu 3, 16; 4, 1-3.
- 7Q5: Marc 6, 52-53.
- 7Q6, 1: Marc 4, 28.
- 7Q6, 2: Fets 28, 28.
- 7Q7: Marc 12, 17.
- 7Q8: Jaume 1, 23.
- 7Q9: Romans 5, 11-12.
- 7Q10: 2 Pere 1, 15.
- 7Q15: Marc 6, 48.

### Cova 1
La cova 1 va ser descoberta a l'hivern o la primavera de 1947. Va ser excavada per primer cop per Gerald Lankester Harding i Roland de Vaux a partir del 15 febrer fins al 5 de març de 1949. A més dels set rotlles, a la cova 1 es van trobar gerres i bols; la seva composició química i la forma era semblant a la de l'assentament de Qumran.
Els set rotlles originals de la cova 1 són:
- 1QIsa (una còpia del llibre d'Isaïes)
- 1QIsa b (una segona còpia del llibre d'Isaïes)
- 1QS (La regla de la comunitat) cf. 4QS = 4Q255-64, 5Q11
- 1QpHab (Comentari Habacuc)
- 1QM Rotlle de la guerra cf. 4Q491, 4Q493
- 1QH Himnes d'Acció de Gràcies
- 1QapGen Gènesi apòcrif

## Relació amb el cristianisme primitiu
L'estudi dels Manuscrits de la mar Morta ratifica la relació entre el cristianisme primitiu i els essenis que esperaven el regne de Déu, enfrontats als sacerdots i escribes fariseus i saduceus, les castes dominants jueves, que els perseguiren.
Malgrat tot, no es poden confondre els essenis, autors d'aquests manuscrits, amb els cristians. Sovint, alguns han tractat d'identificar Jesús de Natzaret amb el mestre de justícia que fundà la congregació essènia autora dels manuscrits, però als rotlles, el nom de Jesús no s'esmenta cap vegada. A més a més, l'anàlisi de l'antiguitat dels rotlles trobats, com els estudis arqueològics i l'anàlisi històrica, mostren que el mestre de justícia va viure a inicis del segle ii aC.
La importància rau en l'evidència que algunes de les ensenyances dels manuscrits són similars al cristianisme i, per tant, podrien ser antecedents teològics del Nou Testament.
Alguns estudiosos pensen que els manuscrits, i especialment el corrent espiritual i el testimoni de vida dels essenis autors dels Manuscrits de la mar Morta, van ser una font del cristianisme primitiu, i van preparar el camí de Jesús. La mateixa vida de Joan Baptista, que va viure a la rodalia de Qumram, podria interpretar-se com un element que va preparar el camí per al missatge de Jesús.
El fet que Pau va viatjar pel desert i va tornar a Damasc, durant tres anys, fa pensar a alguna gent en el temps d'iniciació i prova dels essenis, tant segons Flavi Josep com segons els Manuscrits de la mar Morta (1QS VI 14-23): primer any, temps d'iniciació i instrucció per l'afiliació provisional, i dos anys de prova.

### Calendari
Un altre fet que vincula totes dues religions és el calendari. Els essenis de Damasc, com l'oposició galilea i els zelotes de Masada, feien les festes religioses amb un calendari diferent a l'oficial: l'antic hebreu, d'origen cananeu o amonita (Morgenstern, 1955), també comentat en el Llibre dels jubileus, el Llibre d'Henoc, 4Q 327 i el Rotlle del temple (una sèrie de disposicions per a les festes i sacrificis).
Jesús també va fer el seu darrer sopar segons el calendari de Damasc. Era un dimarts a la nit, segons el nostre punt de vista, o l'inici del dimecres segons el punt de vista jueu, i no un dijous com diu la tradició. Després, Jesús va morir l'endemà (dimecres o dijous), la nit en què se celebrava la Pasqua oficial segons el calendari lunar (d'origen babilonicogrec), rebutjat per la Comunitat de Qumram i pels rotlles.
El calendari esseni és el mateix que segueixen la majoria dels llibres del Tanakh, per exemple Ezequiel (al contrari d'Ester, que no s'ha trobat a Qumram). Com demostrà Jaubert (1953), el calendari esseni era el dels redactors sacerdotals de les cròniques i pel Pentateuc, i s'usà a Judea durant tota l'època de l'hegemonia persa i, segons Barthélemy (1955), fins que començà l'època hel·lènica.

### Ensenyances
Els Manuscrits de la mar Morta són clau per a la comprensió més clara de com es desenvoluparen el cristianisme i el judaisme. Alguns escrits de Qumram toquen temes clau ensenyats per Jesús i pels cristians:
- la nova aliança (document de Damasc VI:19 i Mateu 26:28);
- la vinguda del Fill de l'Home, el Fill de Déu, anomenat Fill de l'Altísim (4Q246), que expiaria els pecats dels altres (4Q540; document de Damasc XIV:19)
- el messies engendrat per Déu (1Q28a) i (4Q381, 4Q540);
- l'Esperit Sant (1QHa XX; Document de Damasc II:12, VII:4, 4Q267);
- el "Pou d'Aigua Viva" (1QHa XVI);
- el baptisme, temps en el desert després de la conversió (4Q414);
- el Sopar Sagrat de pa i vi (1Q28a; 1QS VI);
- el sacerdoci de Melquisedec i la seva identificació amb el messies (11Q13; Hebreus, 7);
- rebuig a tota riquesa material: (Regla de la Comunitat XI:2 amb Lluc, 16:4; 4Q267,2,II amb 1 Timoteu, 6:10). Condemna del saqueig i explotació (4Q267,IV; 4Q390);
- els fills de la Llum (Regla de la Comunitat III:13, 4Q260)
- justificació per la fe i salvació per la gràcia (1QH V; 11Q5 XIX);
- humilitat, pobresa d'esperit (1Q33 XIV; 4Q491), benaventurats els humils (Mateu, 5:3-4, 11Q5, 1QHa VI), "respondre humilment a l'arrogant" (Mateu, 5:40);
- caritat, amor, compartir (4Q259 III; 4Q267 18 III);
- la imperfecció dels judicis humans en contrast amb la justícia divina, rebuig a la venjança humana (4Q269, Romans, 12:17, 19, 21); no donar a una persona la recompensa del mal, ni fer justícia per compte propi (document de Damasc IX:9, 4Q269) sinó respondre al mal amb bé (Regla de la Comunitat X:17-18, 4Q258);
- perdó per al que es converteix (Regla de la Comunitat X:20)
- correcció fraterna mútua (1QS V; 5Q12, Mateu, 18:15-17); confessió (Jaume, 5:16) i millor penediment que sacrifici d'animals (1QS IX);
- la caiguda dels reis de la terra (1QM XI), el temps del judici, la nova Jerusalem (2Q24; 5Q15);
- la comunitat d'amor (1QS II) i fe com a temple de Déu;
- el rebuig al repudi de l'esposa (document de Damasc IV:21; 4Q271);
- condemna d'interpretacions "fàcils" (4Q169) de la paraula de Déu, rebuig a canviar la paraula de Déu per les tradicions humanes... Mateu, 15:3-9).
- denúncia de la hipocresia dels fariseus (1QHa XII) i de les pràctiques dels saduceus (1Q14; 4Q162, document de Damasc, I:18-21, 4Q267)
- creien en la resurrecció (1QH 1:29,34; 4Q521).

### Preparant el camí
Malgrat que queda clar que els Rotlles de Qumram no foren escrits pels cristians, no es pot pas dir que no tenen res a veure amb el cristianisme primigeni. El seu camí va ser preparat d'alguna manera pels essenis.
Aquest és el temps de preparar el camí al desert (4Q258)
Com està escrit: "al desert, prepareu el camí..., adreceu a l'estepa una calçada pel nostre Déu" (1QS VIII, Lluc 3:2-11).
Els cels i la terra escoltaran al seu messies, i tot el que hi ha en ells no s'apartarà dels preceptes sants. Encoratgeu-vos, els que busqueu el senyor en el seu servei!... Perquè el senyor mirarà els piadosos i cridarà als justos, i sobre els pobres posarà el seu Esperit, i els fidels renovarà en el seu poder. Doncs honrarà els piadosos sobre el tron de la reialesa eterna, alliberant els presoners, donant la vista als cecs, adreçant els torts... curarà els malferits, i els morts els farà viure, anunciarà bones notícies als humils, satisfarà els indigents, conduirà els expulsats i els qui tenen gana els enriquirà. 
(4Q521; Lluc, 4:17-22; Mateu,11:2-6).

## Característiques físiques
Datació de radiocarboni
El pergamí de diversos manuscrits del mar mort han estat datats pel mètode del carboni 14. La primera prova realitzada el 1950 es va fer sobre un llenç d'una de les coves. Aquesta prova va donar una datació indicativa de l'any 33 després de Crist, amb un marge d'error de més / menys 200 anys, eliminant d'aquesta manera les primeres hipòtesis que les relacionaven amb un període medieval. Des de llavors s'han realitzat dues grans sèries de proves, els resultats dels quals van ser resumits per VanderKam i Flint, que van deduir que les proves donàven "una forta raó per pensar que la majoria dels manuscrits de Qumran pertanyen als dos darrers segles abans de Crist i al primer segle després de Crist"
Paleografia
L'anàlisi dels formularis de lletres, o paleografia, va ser aplicada als textos dels manuscrits per diversos estudiosos del camp. Una important anàlisi lingüística d'en Frank Cross i Nahman Avigad van datar dels fragments del 225 abans de Crist fins al 50 després de Crist.
Aquestes dates es van determinar examinant la mida, la variabilitat i l'estil del text. Els mateixos fragments van ser analitzats posteriorment mitjançant datació de radiocarboni i es van datar a un rang aproximat de 385 abans de Crist a 82 després de Crist, amb una taxa de precisió del 68%.